# Beneficio social corporativo
Son aquellas remuneraciones no dinerarias y no intercambiables por dinero, que el empleador entrega a sus trabajadores de forma voluntaria, es decir, sin que exista una obligación legal, aunque en muchas ocasiones, estos beneficios, están recogidos en los convenios de las empresas.
Su objetivo es cubrir algunas necesidades del trabajador mejorando así su calidad de vida  y la de su familia. Además la empresa se ve recompensada con una mayor motivación y compromiso del trabajador y por lo tanto, un aumento de productividad y una disminución de la rotación de empleados, consiguiendo así una retención de los mejores talentos.

## Tipología
Existe un amplio catálogo de beneficios sociales, ya que por su finalidad intentan cubrir diferentes necesidades del trabajador: alimentación, seguridad, conciliación de la vida familiar y laboral, mejora del poder adquisitivo sin afectar al salario, educación, jubilación, etc. pero en la siguiente enumeración se recogen los más representativos en la mayoría de los países:
- seguros de salud
- comedores de empresa o ayuda a la alimentación mediante el vale de comida
- formación
- ayudas para la formación de los hijos: vales que cubren los gastos de guardería y becas de estudio
- ayudas para material escolar
- transporte gratuito y tarjetas de transporte para el desplazamiento diario al centro de trabajo
- servicios odontológicos para la familia
- material tecnológico
- descuentos y prestaciones especiales de los proveedores de la empresa
- flexibilidad de horarios y trabajo desde casa
- acciones o stock options
- planes de mejora de la salud, mejora de la alimentación y realización de actividades deportivas

## Funcionamiento
Según su tipología, los beneficios sociales pueden ser entregados directamente por el empleador, o pueden entregarse a través de un tercero, mediante la entrega de vales de servicios y convenios con las empresas de servicios que los ofrecen.
El uso de terceros favorece el buen uso de estos beneficios, el control de su gestión y la transparencia.

## Regulación en España
En España, los beneficios sociales están regulados fiscalmente con la ley 35/2006, del IRPF para garantizar la transparencia de su uso con límites a las ayudas y mediante el cumplimiento de unos requisitos de funcionamiento.
Desde la aprobación del Real Decreto-Ley 16/2013 los beneficios sociales cotizan a la seguridad social. Anteriormente estos beneficios estaban exentos de cotización por la consideración de ayudas a los empleados que tienen.